# 山中秀樹のあそびにマジメ
山中秀樹のあそびにマジメ（やまなかひできのあそびにマジメ）は、2011年4月30日から2015年4月22日までBSフジで毎月1回放送されていたトークバラエティ番組。全49回。

## 概要
毎回ゲストを迎えてトークやゲームを行なうスタジオ・バラエティ。山中秀樹のテレビ初冠番組。また、山中にとってフリー転向後に古巣のフジテレビ系で番組を持つのも、これが初めてとなる。
ニューギンの一社提供。なお、番組タイトルの「あそびにマジメ」はニューギンの企業スローガンでもある。
動画共有サイト「ワッチミー!TV」内の特設ページにて過去回が配信された。
当番組が放送される日は、通常放送されている番組が30分繰り下げとなる。（2011年10月以降をのぞく、2011年12月24日現在）

## 番組内容
番組前半はトークパート。山中とアシスタントが聞き手となって、ゲストに「あそび」へのこだわりや近況などを語ってもらう。コーナーの締めには恒例で「（私にとって）あそびとは○○」のお題で色紙に書いてもらった、ゲストのモットーが紹介される。後半では、他の演者らも交えてパチンコ対決などのコーナー企画が行なわれる。エンディングは、ゲストを含めた出演者一同が立ちトークで番組の感想を語り合う。そのほかゲストが歌手の場合、オープニングにスタジオで1曲披露、トークパートでレギュラー陣に代表曲の歌唱指導をすることが恒例企画となっている。
第1回 - 24回
コーナー企画はゲストトーク、戦国通信、ゲーム対決の順に実施。ゲストトークでは、スタジオに置かれたソファセットで山中・森下千里のMC陣とゲストが対面形式でトークを展開。その他コーナーには、ニューギン・オフィシャルサポーターの滝川綾や「CR花の慶次」シリーズ応援ユニット・傾奇エンジェルスのメンバーが出演して番組に花を添えた。
第25回 - 現在
第25回よりリニューアルを実施。出演者やコーナー企画、スタジオセットが変更された。新アシスタントに磯山さやかが就任、新レギュラーとして第1回ゲストの角田信朗が加入した。ゲストトークは、これまでのMCとゲストのソファーセットでの対面トークから、テーブル席でMCを中央に据え、レギュラー陣も参加して出演者全員で語らうスタイルになった。第28回より傾奇エンジェルスの後任として倉園由菜、後藤ティファニーが加入する。

## 放送時間
2011年4月 - 2012年3月（#1-12）
- 毎月最終土曜日 25:00 - 25:30
- 再放送：毎月第2土曜日 25:00 - 25:30

2012年4月 - 2013年3月（#13-24）
- 毎月最終火曜日 25:00 - 25:30
- 再放送：翌月第3火曜日 25:00 - 25:30

2013年4月 - 2015年4月（#25-）
- 毎月第3火曜日 25:00 - 25:30
- 再放送：翌月第1火曜日 25:00 - 25:30

## 出演
司会
- 山中秀樹

アシスタント
- 森下千里（#1-24）

初代アシスタント。最終回にゲストとして再び出演。
- 磯山さやか（#25-49）

2代目。第23回にゲストで番組初登場。第24回に前任・森下の番組卒業発表にて花束贈呈で登場。第25回からアシスタントを務める。
パネラー
- 角田信朗（#25-49）

　第1回のトークゲスト。第25回からレギュラー出演。
- 山崎まさや

“ニューギン非公認サポーター”として第2回以降レギュラー出演。当初はトークゲストの代わりでゲーム対決に出演していたが、第5回から番組ADに扮してトークパートに登場するなど回を重ねるごとに出演場面を増やし、第8回で正式にレギュラーに認定される。第25回からパネラーで出演。
- ヒロシ

第9回にゲスト出演以降レギュラー出演。山崎とともに各コーナーに出演のほか、コーナーの合間にネタを披露する。第25回からパネラー出演。
- 高橋ユウ（#33-41,46-49）

第33回にゲスト出演。第37回からレギュラー出演。
- 政重友紀（#37-48）

第36回の「ゲーム対決」にゲスト出演。第37回からレギュラー出演。最終回前に卒業。
- 吉見衣世（#37-39）
- 尾崎ナナ（#42-45,48,49）

第42回から高橋ユウの代役として出演。高橋の復帰後も第48回から継続出演。
コーナー出演
- 滝川綾（#1-9）
各コーナー、アイキャッチ、エンディングに出演。
- 傾奇エンジェルス (2代目)（#6-12）
メンバーは佐久間ゆい、いとうあこ、間宮れいな、おかだあゆみ。アイキャッチ、ゲーム対決に出演。
- 傾奇エンジェルス（3代目）（#18-27）
メンバーは鈴木涼子、野下怜香、滝澤美代、田中希。第18〜24回はゲーム対決に出演。第25回からパネラー出演。
- 倉園由菜（#28-36） - パネラー、リポーター出演。
- 後藤ティファニー（#28-36） - パネラー、リポーター出演。
- 工藤遥加（#25-32） - ゴルフ企画。
- 魚ちゃん（#33-35,37-40,43,45,47） - トークコーナーでゲストの占い。

コーナーゲスト
- 狩野英孝（#18,19） - ゲーム対決、番組のっとりサミット。
- 堀江信彦（#18） - 戦国通信
- せんだるか（#20,21,23） - 第20,21回はゲーム対決にサポート役で、第23回は対戦者として出演。
- 後閑百合亜、石井寛子（#30） - トークコーナー内ロケVTR。
- マギー審司、Wコロン、赤プル、キック（#34） - トークコーナー。
- 福島彰吾（#45） - トークゲストの今井雅之の付き人として登場。

## コーナー
あそびにマジメ ゲーム対決（#1-47）
山中チーム（山中・アシスタント）とゲストチーム（ゲスト・山崎・ヒロシら）に分かれ、山中とゲストがスタジオに用意されたニューギンのパチンコ、またはスロット台を使用して対決する。ゲストが不在や不参加の場合は、山崎やヒロシらが代わって対戦する。ルールは以下の通り。
- パチンコ
1人 持ち玉 1,000玉　制限時間 20分[3]最後に持ち玉が多かったほうが勝利。
- スロット
第4回 - 制限時間20分以内により多くメダルを獲得した方が勝利。持ちメダル 250枚。
第20回 - 制限時間20分以内に先にボーナスを引き当て揃えられた方が勝利。
- 罰ゲーム（#1-15）
敗者チームには罰ゲームが与えられる。引き分けの場合は両者罰ゲームを受ける。罰ゲームの内容は以下。
  - 第1-5回：番組特製センブリ茶を飲む。
  - 第6-11回：信州の珍味「蚕のさなぎ田舎炊」を食べる。
  - 第12回：番組特製シュークリーム（カラシ入り。辛さのレベル1〜7の7個）を食べる。
  - 第14-15回：罰ゲーム用に販売されている劇苦茶（商品名「劇苦!たまげたおやじ茶」）を飲む。
- 商品券獲得チャレンジ（#16-47）
勝者は商品券の獲得をかけて4枚ある封筒の中から1枚を選ぶ。引き分けの場合は視聴者プレゼントとなり、出演者の1人がクジを引く。
  - 封筒の中身は、3万円商品券、5千円商品券、ハズレ2枚。
  - 商品券を当てた場合はそれぞれ、山中→視聴者プレゼント、ゲスト→ゲストが獲得となる。

角田信朗ドラコンに挑戦! 目指せ300ヤード!!（#26-32）
ゴルフ初心者の角田が工藤遥加プロ指導のもとドラコン大会出場を目指す。第26回より始動。

### 過去
戦国通信（#1-23）
戦国時代に活躍した武将の中でも謎の多い前田慶次郎のエピソードを紹介するコーナー。進行は山中、聞き手にアシスタント。第2回からゲストと滝川も出演。第18回は漫画『花の慶次』の仕掛け人・堀江信彦が特別ゲスト出演、さらに同作の作者・原哲夫のインタビューVTRも流された。
まさや&ヒロシの悪魔のささやき 番組のっとりサミット
山崎まさやとヒロシが番組乗っ取りを謀議するミニコーナー。第8回から不定期で実施。

## 特別番組
- 『山中秀樹のあそびにマジメスペシャル』
  - 2013年8月31日（土）16:00 - 16:55
  - 番組初の1時間スペシャル。“もう一度見たい面白トーク集”や“豪華ゲストによる熱血指導”といった総集編のほか、番組MC・磯山さやかが「結果を知らされていない」と言い張る『モーニング娘。第2回追加オーディション』の合否を、つんく♂のもとに番組スタッフが直接尋ねに行くという企画（結果は「保留で」）、出演者たちがニューギン桑名工場を訪ねて、製造ラインの見学や社員と親睦を図るロケ企画“大人の社会科見学”を実施した。
  - スタッフ - NA：若林健治、構成：城市貴夫、杉尾康隆、竹越陵、技術協力：共同テレビジョン、ジィー・フォー、ビデオスクエア、ビームテレビセンター、編成：谷口大二、D：仁尾俊介、天野幸治、AP：向井さくら、牧岡順子、P：小林登、CP：時澤正、総合演出：北岡昭次

## 主題歌
エンディング曲
- 第1-6回：角田信朗 「よっしゃあ漢唄」 ※MV
- 第7-17回：角田信朗 「戦ノ道」 ※MV
- 第18-27回：傾奇エンジェルス 「花ノ命」 ※21回までスタジオライブ映像、22回からMV
- 第28-33回：角田信朗 「武士の花」※MV
- 第34-47回：角田信朗 「恋も喧嘩も華と咲け」※MV
- 第48-49回：角田信朗 「空へ 」※MV

## スタッフ
- ナレーター：若林健治
- 構成：鳴海昌明、城市貴夫、杉尾康隆、竹越陵
- TD・SW：小菅武、山本和義、高梨末弘、安田朗
- CAM：根崎方昭、久保健太郎、中村陽一、松本綾佳、安田朗、久保田雅文、岡本朋幸、大森清二、西村幸輝、太田恵子、神代義治、丸山敬紀、佐藤友孝、安藤栄光
- VE：花里英寿、富田祐介、吉田崇、吉本勝弘、藤田洋幸、飯田康敏
- ミキサー：久馬邦一
- PA：吉竹新、水野愛里香、後藤祐輔、姫野善和、野口貴之
- 音声：田口豊、島真理子、高松千佳子、尾形真宏、小村一俊、澤田顕一、井崎祐太、福田江利香、小林大高
- VTR：小野瀬正輝、小村一俊、飛騨広明、河野良博、中田元樹
- 照明：fmt
- 美術プロデューサー：井上幸夫、平井秀樹
- 美術デザイン：邨山直也
- 美術進行：平山雄大、石田博己
- 大道具：石井一之介、浅見大
- 大道具操作：石井一之介
- アクリル装飾：北神窓夏、織田秀幸
- メイク：山田かつら
- VTR編集：二宮守、本多亨、細川敬志、沢田晃士
- MA：小松勇樹、降籏直人、鈴木雅子、出蔵孝裕、椛澤康裕、十河晴香、田中夕貴、春高健志
- 音効：宮田優
- CG制作：イメージ・セッション
- イラスト：エバーグラフィックス、五十嵐晃
- 技術協力：共同テレビジョン、テレユース、ジィー・フォー、ビデオスクエア、ビームテレビセンター
- 企画協力：ニューギン販売
- 制作協力：ビデオスクエア(#9-・途中から技術協力)
- 編成：谷口大二・高橋正秀・久場孝子（BSフジ）
- 制作進行：長篤志（#30-）
- ディレクター：仁尾俊介（#26-）
- AP：向井さくら、牧岡順子
- 演出：天野幸治
- 総合演出：浅香翔、北岡昭次
- プロデューサー：小林登、渡邊俊介（#19-）
- チーフプロデューサー：時澤正
- 制作著作：フジテレビラボLLC

## 放送リスト
| 2011年4月30日 - 2013年2月26日 （#1-23） | 2011年4月30日 - 2013年2月26日 （#1-23） | 2011年4月30日 - 2013年2月26日 （#1-23） | 2011年4月30日 - 2013年2月26日 （#1-23）                    | 2011年4月30日 - 2013年2月26日 （#1-23）          |
| 回                                      | 放送日                                  | ゲスト                                  | ゲーム対決（機種 / 勝利チーム）                            | 戦国通信                                         |
| --------------------------------------- | --------------------------------------- | --------------------------------------- | ---------------------------------------------------------- | ------------------------------------------------ |
| 1                                       | 2011年4月30日                           | 角田信朗                                | CR花の慶次〜愛 /ゲスト                                     | 前田慶次郎                                       |
| 2                                       | 2011年5月28日                           | 哀川翔                                  | CR一世風靡セピア〜前略、道の上より /山中※                  | 前田慶次郎                                       |
| 3                                       | 2011年6月25日                           | 錦野旦                                  | CR佐武と市捕物控 /ゲスト                                   | 織田信長                                         |
| 4                                       | 2011年7月30日                           | いっこく堂                              | センゴク回胴記 /引き分け※                                  | 前田慶次郎と石川五右衛門                         |
| 5                                       | 2011年8月27日                           | 小林幸子                                | CR野生の王国SUN /山中※                                     | 前田慶次郎 結婚ドタキャン                        |
| 6                                       | 2011年9月25日                           | 山本譲二                                | CR花の慶次〜焔 /山中                                       | 前田慶次郎と反物屋                               |
| 7                                       | 2011年10月29日                          | Mr.マリック                             | CRトライガン /引き分け※                                    | 前田慶次郎と骨                                   |
| 8                                       | 2011年11月26日                          | 中村玉緒                                | CR花の慶次〜焔 /ゲスト                                     | 前田慶次郎の猿回し                               |
| 9                                       | 2011年12月24日                          | 岩崎良美、ヒロシ                        | CR柳生一族の陰謀 /山中※                                    | 前田慶次郎のモテ話                               |
| 10                                      | 2012年1月28日                           | 千葉真一                                | CRサイボーグ009 絆 /ゲスト※                                | 前田慶次郎 装備品50kg                            |
| 11                                      | 2012年2月25日                           | 野口五郎                                | CRくるくるぱちんこダルマッシュ /ゲスト※                    | 前田慶次郎 名前も傾く                            |
| 12                                      | 2012年3月31日                           | 高嶋ちさ子                              | CR長七郎江戸日記 /ゲスト※                                  | 負けず嫌いの前田慶次郎                           |
| 13                                      | 2012年4月24日                           | 総集編                                  | 総集編                                                     | 総集編                                           |
| 14                                      | 2012年5月29日                           | 郷ひろみ                                | CR GO!GO!郷III THIRD EVOLUTION /山中※                      | -                                                |
| 15                                      | 2012年6月26日                           | 須藤元気 （WORLD ORDER）                | CR眠狂四郎 / 山中※                                         | 前田慶次郎の舞                                   |
| 16                                      | 2012年7月31日                           | 西城秀樹                                | CR COBRA〜新たなる出発〜 /ゲスト※                          | 前田慶次郎 ライバルは力なり                      |
| 17                                      | 2012年8月28日                           | もんたよしのり                          | CR花の慶次〜焔ライトスタイル /山中※                        | 前田慶次郎 天下ご免の生き方                      |
| 18                                      | 2012年9月25日                           | 吉幾三                                  | CRくるくるぱちんこゴールドダルマッシュ /引き分け※          | 前田慶次が惚れた漢の美しさ                       |
| 19                                      | 2012年10月30日                          | 堀江信彦 （コアミックス社長）           | CR花の慶次〜焔ライトスタイル /ゲスト※                      | もう一人の傾奇者 〜傾奇は前田慶次だけではない!〜 |
| 20                                      | 2012年11月25日                          | アニマル浜口&浜口京子                   | 花の慶次〜天に愛されし漢〜 /ゲスト※                        | 劣勢をものともしない前田慶次                     |
| 21                                      | 2012年12月25日                          | 道端アンジェリカ                        | CR花の慶次〜漢 /ゲスト※                                    | ファッションリーダー前田慶次                     |
| 22                                      | 2013年1月29日                           | ダイアモンド☆ユカイ                     | CARデビルマン倶楽部α /ゲスト                               | 前田慶次 人生を左右させられた一言                |
| 23                                      | 2013年2月26日                           | 磯山さやか                              | 山中：CR花の慶次〜漢 /ゲスト※ せんだ：CRAデビルマン倶楽部α | 前田慶次 風流な生き方                            |

| 2013年3月26日 - 2015年3月18日（#24-49） | 2013年3月26日 - 2015年3月18日（#24-49） | 2013年3月26日 - 2015年3月18日（#24-49） | 2013年3月26日 - 2015年3月18日（#24-49）           |
| 回                                      | 放送日                                  | ゲスト                                  | ゲーム対決（機種 / 勝利チーム）                   |
| --------------------------------------- | --------------------------------------- | --------------------------------------- | ------------------------------------------------- |
| 24                                      | 2013年3月26日                           | 総集編                                  | CR楽園むすめ /山中※                               |
| 25                                      | 2013年4月30日                           | 佐々木主浩                              | CR楽園むすめ /角田                                |
| 26                                      | 2013年5月28日                           | 元木大介                                | CR美夏美華 /元木                                  |
| 27                                      | 2013年6月25日                           | 坂上忍                                  | CR美夏美華 /坂上                                  |
| 28                                      | 2013年7月30日                           | 林修                                    | CRくるくるぱちんこ新EX麻雀2 /ゲスト               |
| 29                                      | 2013年7月30日                           | 佐藤かよ&山田親太朗                     | CR花の慶次〜漢ライトスタイル /山田※               |
| SP                                      | 2013年8月31日                           | 山中秀樹のあそびにマジメスペシャル      | 山中秀樹のあそびにマジメスペシャル                |
| 30                                      | 2013年9月24日                           | 中野浩一                                | CR Gレーサー /山中                                |
| 31                                      | 2013年10月29日                          | 紫吹淳                                  | ペルソナ4 The SLOT /ゲスト※                       |
| 32                                      | 2013年11月26日                          | 中村あゆみ                              | なし（後藤の「CR花の慶次SP琉 発表会」リポート）   |
| 33                                      | 2013年12月24日                          | 高橋メアリージュン&高橋ユウ             | 花の慶次〜これより我ら修羅に入る /ゲスト※         |
| 34                                      | 2014年1月28日                           | 魚ちゃん                                | なし（倉園の「東京オートサロン2014」リポート）    |
| 35                                      | 2014年2月26日                           | 吉岡美穂&IZAM                           | CR花の慶次SP琉 /ゲスト※                           |
| 36                                      | 2014年3月25日                           | 総集編                                  | グラップラー刃牙〜最大トーナメント編〜 /引き分け※ |
| 37                                      | 2014年4月14日                           | 南野陽子                                | グラップラー刃牙〜最大トーナメント編〜 /山中      |
| 38                                      | 2014年5月20日                           | 荻野目洋子                              | サムライチャンプルー流転輪廻 /山中                |
| 39                                      | 2014年6月17日                           | が〜まるちょば                          | CR丹下左膳 /ゲスト※                               |
| 40                                      | 2014年7月22日                           | 武田双雲                                | パチスロ まじかる☆タルるートくん /ゲスト※         |
| 41                                      | 2014年8月19日                           | 藤田朋子&桑山哲也                       | CRA花の慶次SP～琉 N-K /ゲスト                     |
| 42                                      | 2014年9月16日                           | 夏川りみ                                | なし（政重の「花慶の日」リポート）                |
| 43                                      | 2014年10月22日                          | 東国原英夫                              | パチスロ 三國志 /山中                             |
| 44                                      | 2014年11月19日                          | 日本エレキテル連合                      | CR 009 RE:CYBORG /ゲスト                          |
| 45                                      | 2014年12月3日                           | 今井雅之                                | CR 009 RE:CYBORG /山中                            |
| 46                                      | 2015年1月21日                           | 工藤遥加                                | CR真・花の慶次 /ゲスト                            |
| 47                                      | 2015年2月18日                           | テリー伊藤                              | CR真・花の慶次 /ゲスト                            |
| 48                                      | 2015年3月18日                           | 今年度総集編                            | CR真・花の慶次 /山中                              |
| 49                                      | 2015年4月22日                           | 今夜で見納め! 思い出の名場面集          | 今夜で見納め! 思い出の名場面集                    |

※トークゲストの出演なし（第10回を除く）。
| ゲーム対決の代役対戦者 | ゲーム対決の代役対戦者           |
| ＃                     | 対戦者                           |
| ---------------------- | -------------------------------- |
| 2                      | 山崎まさや                       |
| 4                      | 山崎まさや                       |
| 5                      | 山崎まさや                       |
| 7                      | 山崎まさや                       |
| 9                      | ヒロシ→山崎                      |
| 12                     | ヒロシ→山崎                      |
| 10                     | ヒロシ（千葉は観戦）             |
| 14                     | ひぐち君（髭男爵）               |
| 15                     | 山田ルイ53世（髭男爵）           |
| 16                     | せんだみつお                     |
| 17                     | せんだみつお                     |
| 18                     | 狩野英孝                         |
| 19                     | 狩野英孝                         |
| 20                     | ヒロシ                           |
| 21                     | KICK☆                            |
| 23                     | せんだるか                       |
| 24                     | ヒロシ→山崎                      |
| 27                     | 山中→鈴木涼子                    |
| 28                     | じゃい（インスタントジョンソン） |
| 31                     | 360°モンキーズ                   |
| 33                     | 河本（ウエストランド）           |
| 35                     | 益子（U字工事）                  |
| 36                     | 政重友紀                         |
| 37                     | キック                           |
| 38                     | 赤プル                           |
| 39                     | 赤プル                           |
| 40                     | キック                           |
| 43                     | 尾崎ナナ                         |
| 46                     | 角田信朗                         |
| 47                     | 角田信朗                         |
| 48                     | 尾崎ナナ                         |